# Ahmad Al-Alawi
Shaykh Ahmad Al-Alawi (Arabă: أبو العباس أحمد بن مصطفى بن عليوة المعروف بالعلاوي المستغانمي) (n. octombrie 1869, Mostaganem, Franța – d. 14 iulie 1934, Mostaganem, Franța) a fost un derviș, maestru sufi algerian, fondator și lider al confreriei Alawiyya (a nu se confunda cu Alawismul).

## Biografie
Shaykh Ahmad Al-Alawi s-a născut în anul 1869 în orașul Mostaganem din Algeria. Și-a primit, inițial, educația în familie. Tatăl său i-a fost profesor. După moartea acestuia în anul 1886, Ahmad s-a apucat de muncă pentru a se putea întreține.
În anul 1894, atras de spiritualitate, Ahmad Al-Alawi a plecat în Maroc unde l-a întâlnit pe Shaykh Muhammad Al-Buzidi, un mare maestru din confreria sufi Darqawiyya ce provenea din mai vechea Shadhiliyyah (Arabă: الطريقة الشاذلية). A locuit alături de acesta vreme de 15 ani, timp în care a învățat toate învățăturile islamice și calea sufismului promovată de confrerie. În anul 1909, după moartea lui Al-Buzidi, Al-Alawi s-a întors la Mostaganem în calitate de muqaddam sau misionar. A întemeiat o zawiya sau lojă sufi și a început să predice învățăturile confreriei Darqawiyya până în anul 1914. În acel an, în urma unei experiențe mistice în care i s-ar fi arătat imamul Ali, ginerele Profetului Mahomed, a hotărât să fondeze propria confrerie pe care a numit-o Alawiyya, după cum i-a ordonat Ali.
Shaykh Ahmad Al-Alawi a strâns mulți adepți în jurul său și a călătorit mult prin Algeria pentru a-și răspândi mesajul. Confreria sa a fost una dintre primele care s-au instalat în Europa, în special în Elveția și în Franța, datorită discipolilor săi ce au emigrat sau europenilor ce au fost atrași de această cale. Unul dintre ei este Frithjof Schuon, gânditor convertit la islam, ce a fondat trei zawiya alawi la Basel, Lausanne și Amiens. În aceste trei locuri s-au inițiat mulți în sufism, inclusiv românii Mihai Vâlsan și Vasile Lovinescu.
Shaykh Ahmad Al-Alawi s-a preocupat de problemele algerienilor de rând, scriind poezii și pamflete ușor de reținut și de înțeles pentru aceștia. A fost un adept al concilierii dintre islam și modernitate, criticând însă occidentalizarea și secularizarea, dar încurajându-i pe algerieni să învețe limba franceză pentru a putea traduce texte religioase din arabă, inclusiv Coranul, contribuind astfel la răspândirea mesajului islamic printre creștinii din Europa. De asemenea, a fost un promotor al dialogului inter-religios și un critic al extremismului de orice fel.
În anul 1926, Shaykh Ahmad Al-Alawi a călătorit în Franța la Paris pentru a participa la inaugurarea marii moschei când a avut loc prima Rugăciune de Vineri. El a fost cel care a condus rugăciunea și a participat la cermonial alături de numeroase personalități din Franța și din Lumea musulmană.
În data de 14 iulie 1934, la vârsta de 65 de ani, Shaykh Ahmad Al-Alawi a decedat și a fost înhumat în Mostaganem, Algeria. Printre adepții săi a rămas un mare maestru și sfânt, iar în anul 1961, britanicul Martin Lings a publicat lucrarea A Sufi Saint of the Twentieth Century: Shaikh Ahmad al-Alawi despre viața acestuia.